# Ga Digital Media City
Ga Digital Media City (DMC) (Tiếng Hàn: 디지털미디어시티역) là ga tàu điện ngầm trải dài qua Eunpyeong-gu (Tuyến 6 và Tuyến Gyeongui) và Mapo-gu (Đường sắt Sân bay) ở Seoul. Đây là ga trung chuyển của Tàu điện ngầm Seoul tuyến 6, Tuyến Gyeongui–Jungang và Đường sắt sân bay Quốc tế Incheon, còn được gọi là Ga DMC.

## Lịch sử
- 15 tháng 12 năm 2000: Bắt đầu khai trương tuyến tàu điện ngầm Seoul số 6 với tên gọi ga Susaek.
- 30, 31 tháng 5 và 13 tháng 6 và 25 tháng 6 năm 2002: Dịch vụ tàu đưa đón giữa Susaek và Seongsan bằng cách lắp đặt một nền tảng tạm thời tại Ga Seongsan trên Tuyến Gyeongui
- 28 tháng 5 năm 2009: Tên ga Tuyến số 6 đổi thành Ga Digital Media City
- 1 tháng 7 năm 2009: Với việc khai trương đoạn Seoul - Munsan của Tuyến Gyeongui, nó trở thành ga trung chuyển
- 29 tháng 12 năm 2010: Đường sắt sân bay Quốc tế Incheon đoạn Sân bay Quốc tế Gimpo -  Seoul khai trương và trở thành trạm trung chuyển cho ba tuyến
- 15 tháng 12 năm 2012: Tuyến Gyeongui–Jungang phần mở rộng Digital Media City - Gongdeok mở cửa

## Bố trí ga

### Tuyến số 6 (B2F)
| Jeungsan ↑               |
| \| W/B                   |
| ↓ Sân vận động World Cup |

| Hướng Tây  | ● Tuyến 6 | ← Hướng đi Jeungsan · Saejeol · Bulgwang · Yeonsinnae · Eungam    |
| Hướng Đông | ● Tuyến 6 | → Hướng đi Sân vận động Worldcup · Hapjeong · Gongdeok · Sinnae → |

### Tuyến Gyeongui–Jungang (1F)
| ↑ Susaek      |
| \| ３２ \| １ |
| Gajwa ↓       |

| １ | ● Tuyến Gyeongui–Jungang | → Hướng đi Gajwa · Sinchon · Seoul →                         |
| ２ | ● Tuyến Gyeongui–Jungang | ← Hướng đi Haengsin · Daegok · Ilsan · Munsan                |
| ３ | ● Tuyến Gyeongui–Jungang | → Hướng đi Đại học Hongik · Yongsan · Wangsimni · Jipyeong → |
| ４ | ● Tuyến Gyeongui–Jungang | ← Hướng đi Haengsin · Daegok · Ilsan · Munsan                |

### Đường sắt sân bay Quốc tế Incheon (B3F)
| ↑ Đại học Hongik |
| ４２ \| １３ \|  |
| Magongnaru ↓     |

| １ | ● Đường sắt sân bay | → Hướng đi Sân bay Quốc tế Gimpo · Gyeyang · Geomam · Nhà ga 2 sân bay Quốc tế Incheon → |
| ３ | ● Đường sắt sân bay | → Hướng đi Sân bay Quốc tế Gimpo · Gyeyang · Geomam · Nhà ga 2 sân bay Quốc tế Incheon → |
| ２ | ● Đường sắt sân bay | ← Hướng đi Đại học Hongik · Gongdeok · Seoul                                             |
| ４ | ● Đường sắt sân bay | ← Hướng đi Đại học Hongik · Gongdeok · Seoul                                             |

## Xung quanh nhà ga
Lối ra 1, 4, 5 và 6 của ga thuộc Eunpyeong-gu và lối ra 2, 3, 7, 8 và 9 thuộc Mapo-gu. Lối ra của Tuyến 6 được chia thành Eunpyeong-gu và Mapo-gu với Tuyến Gyeongui ở giữa.
| Lối ra \| 나가는 곳 \| Exit \| 出口 | Lối ra \| 나가는 곳 \| Exit \| 出口 |
| ----------------------------------- | --- |
| 1                                   | Jeungsan-dong Trạm bơm nước mưa Jeungsan Trung tâm an ninh công cộng Bukgajwa 1 DMC Raemian e-Comfortable World                           |
| 4                                   | Bukgajwa 1-dong Jeungsan 1-gyo |
| 5                                   | Jeungsan-dong Chợ Jeungsan Tổng công ty Điện lực Hàn Quốc Trạm biến áp Susaek Bưu điện Susaek Trường tiểu học Seoul Susaek DMC Central Xi |

Trong trường hợp của nhà ga Tuyến Gyeongui, có một nền tảng trên tàu và một nhà ga với các phòng tiếp tân và các cơ sở nhà ga theo hướng của Susaek-ro. Nó thuộc về Susaek-dong, Eunpyeong-gu. Vì nó không được kết nối với các lối ra khác ngoài cổng 6 của nhà ga mặt đất, nếu bạn ra khỏi lối ra 6 và đi theo hướng Đường sắt sân bay, khoảng cách di chuyển sẽ tăng và thời gian cần thiết sẽ tăng lên.
| Lối ra \| 나가는 곳 \| Exit \| 出口 | Lối ra \| 나가는 곳 \| Exit \| 出口                                                                              |
| ----------------------------------- | --- |
| 6                                   | Hướng tới Susaek-dong Cửa hàng Emart Search Samsung Digital Plaza · Samsung Electronics Service Chi nhánh Susaek |

Ga Đường sắt sân bay và lối ra 2 và 3 của Tuyến 6 thuộc về Mapo-gu.
| Lối ra \| 나가는 곳 \| Exit \| 出口 | Lối ra \| 나가는 곳 \| Exit \| 出口 |
| ----------------------------------- | --- |
| 2                                   | Sangam-dong Bưu điện Seongsan 2-dong Trường tiểu học Sangam Trường tiểu học Seongwon Trung tâm an toàn Seongsan 119 Trung tâm S-Plex · TBS |
| 3                                   | Hướng đi Seongsan 2-dong (Jung-dong) Trường cấp 2 Jungam Trường tiểu học Sinbuk Trường Woojin Hàn Quốc Cheonggu Jungdong APT               |
| 7                                   | Bãi đậu xe |
| 8                                   | Trung tâm DMC toàn cầu dành cho doanh nghiệp vừa và nhỏ                                                                                    |
| 9                                   | Digital Media City Trung tâm S-Plex |

## Thay đổi hành khách
| Năm | Số lượng hành khách (người) | Số lượng hành khách (người) | Số lượng hành khách (người) | Tổng cộng | Ghi chú |  |  |       |
| --- | --------------------------- | --------------------------- | --------------------------- | --------- | ------- |  |  | ----- |
| Năm | 2000                        | 9,578                       |                             | Tổng cộng | Ghi chú |  |  | [ 4 ] |
| 2001 | 16,636                      |                             |                             |           |         |  |  |       |
| 2002 | 20,877                      |                             |                             |           |         |  |  |       |
| 2003 | 23,240                      |                             |                             |           |         |  |  |       |
| 2004 | 24,388                      |                             |                             |           |         |  |  |       |
| 2005 | 24,095                      |                             |                             |           |         |  |  |       |
| 2006 | 24,665                      |                             |                             |           |         |  |  |       |
| 2007 | 26,787                      |                             |                             |           |         |  |  |       |
| 2008 | 30,503                      |                             |                             |           |         |  |  |       |
| 2009 | 32,104                      | 1,932                       | 34,036                      | [ 5 ]     |         |  |  |       |
| 2010 | 32,971                      | 2,691                       | 4,119                       | 39,781    | [ 6 ]   |  |  |       |
| 2011 | 33,072                      | 3,197                       | 9,455                       | 45,724    |         |  |  |       |
| 2012 | 32,871                      | 3,479                       | 16,438                      | 52,788    |         |  |  |       |
| 2013 | 32,311                      | 3,635                       | 20,625                      | 56,571    |         |  |  |       |
| 2014 | 32,814                      | 4,199                       | 23,225                      | 60,238    |         |  |  |       |
| 2015 | 31,732                      | 7,457                       | 25,675                      | 64,864    | [ 7 ]   |  |  |       |
| 2016 | 31,351                      | 7,872                       | 21,159                      | 60,382    |         |  |  |       |
| 2017 | 29,831                      | 7,705                       | 21,782                      | 59,318    |         |  |  |       |
| 2018 | 28,476                      | 7,373                       | 22,328                      | 58,177    |         |  |  |       |
| 2019 | 28,247                      | 7,690                       | 23,661                      | 59,598    |         |  |  |       |
| 2020 | 22,566                      | 6,266                       | 18,834                      | 47,666    |         |  |  |       |
| 2021 | 22,828                      | 6,512                       | 19,786                      | 49,126    |         |  |  |       |
| 2022 | 25,636                      | 7,351                       | 22,413                      | 55,400    |         |  |  |       |
| 2023 | 28,448                      | 8,003                       | 24,730                      | 61,181    |         |  |  |       |
| Nguồn |                             |                             |                             |           |         |  |  |       |
| : Phòng dữ liệu của Tổng công ty Vận tải Seoul : Phòng Dữ liệu Thống kê Vận tải Đường sắt Đô thị của Tổng công ty Đường sắt Hàn Quốc : Trung tâm dữ liệu mở Seoul |                             |                             |                             |           |         |  |  |       |